# Олешково (Вологодский район)
Олешково — деревня в Вологодском районе Вологодской области.
Входит в состав Новленского сельского поселения, с точки зрения административно-территориального деления — в Новленский сельсовет.
Расстояние по автодороге до районного центра Вологды — 64 км, до центра муниципального образования Новленского — 4 км. Ближайшие населённые пункты — Ермоловское, Есюнино, Плющево, Подолец, Авдеево, Келебардово, Жуково, Алексино.
По данным переписи в 2002 году постоянного населения не было.